# The Wicked Years
The Wicked Years – amerykański cykl powieści fantasy, autorstwa Gregory’ego Maguire’a, oparty na powieści Czarnoksiężnik z Krainy Oz oraz jej adaptacji z 1939. To cyniczne spojrzenie na tę historię, przeznaczone dla starszego czytelnika. W Polsce ukazał się jedynie pierwszy tom cyklu.

## Książki w serii
| Numer w serii | Polski tytuł                                    | Oryginalny tytuł                                           | Oryginalny nr ISBN | Polski nr ISBN         | Data oryginalnego wydania |
| ------------- | ----------------------------------------------- | ---------------------------------------------------------- | ------------------ | ---------------------- | ------------------------- |
| 1             | Wicked. Życie i czasy Złej Czarownicy z Zachodu | Wicked: The Life and Times of the Wicked Witch of the West | ISBN 0-06-098710-3 | ISBN 978-83-927322-3-5 | 1995                      |
| 2             |                                                 | Son of a Witch                                             | ISBN 0-06-074722-6 |                        | 2006                      |
| 3             |                                                 | A Lion Among Men                                           | ISBN 0-06-054892-4 |                        | 2008                      |
| 4             |                                                 | Out of Oz                                                  | ISBN 0-06-054894-0 |                        | 2011                      |